# بايتون بريتشارد
بايتون بريتشارد (مواليد 28 يناير 1998) هو لاعب كرة سلة أمريكي يلعب في مركز مدافع مسدد الهدف في نادي بوسطن سيلتكس.

## روابط خارجية
- بايتون بريتشارد على موقع إن بي أي (الإنجليزية)
- بايتون بريتشارد على موقع سبورتس رفرنس (الإنجليزية)
- بايتون بريتشارد على موقع كرة السلة الأوروبية.كوم (الإنجليزية)
- بايتون بريتشارد على موقع إي إس بي إن.كوم (الإنجليزية)
- بايتون بريتشارد على موقع كلية كرة السلة في سبورتس رفرنس.كوم (الإنجليزية)
- بايتون بريتشارد على موقع ريلجم (الإنجليزية)
- بايتون بريتشارد على موقع بروبوليرز (الإنجليزية)